# Castello di Pola
Il castello di Pola (Kaštel in croato) è una fortezza-museo che sovrasta la città croata di Pola. Ospita al suo interno il museo storico e navale dell'Istria.

## Storia
Il castello, costruito nel 1632 dall'ingegnere militare francese Antoine de Ville su incarico delle autorità veneziane, sorge su un'area occupata in epoca romana dal campidoglio e in età medioevale da un castelliere. Per la sua costruzione vennero impiegati anche pietre prelevate dal vicino teatro romano. Nel XVII e nel XVIII secolo subì alcune modifiche, come lo spostamento sul lato ovest della porta d'accesso nel 1703. Con il passaggio di Pola all'Austria dopo il trattato di Campoformio nel 1797 il castello subì una serie di nuovi interventi terminati nel 1840 che videro la realizzazione di un'armeria, una prigione e una torre di guardia.

## Descrizione
Il castello di Pola presenta una pianta quadrangolare rinforzata da quattro bastioni per ciascun angolo e circondata da un fossato.